# Resultados do Carnaval do Rio de Janeiro em 1950
Nesta página estão listados os resultados dos concursos de escolas de samba, frevos carnavalescos, ranchos carnavalescos, sociedades carnavalescas, e blocos de repartições públicas do carnaval do Rio de Janeiro do ano de 1950. Os desfiles foram realizados entre os dias 18 e 21 de fevereiro de 1950.
Assim como no ano anterior, as agremiações se dividiram entre entidades representativas diferentes. Com isso, foram realizados três desfiles de escolas de samba. Em seu terceiro ano no carnaval, o Império Serrano conquistou o tricampeonato do Desfile Oficial, organizado pela Federação Brasileira de Escolas de Samba (FBES). A escola realizou um desfile sobre a Batalha Naval do Riachuelo.
A Estação Primeira de Mangueira venceu o desfile organizado pela recém fundada União Cívica de Escolas de Samba (UCES), conquistando seu sexto título no carnaval carioca. A escola apresentou o enredo "Plano Salte - Saúde, Lavoura, Transporte e Educação", sobre o programa econômico lançado pelo então presidente do Brasil, Eurico Gaspar Dutra. A Portela ficou com o vice-campeonato. Única entidade carnavalesca a não contar com o apoio do poder público, em represália ao seu envolvimento com o Partido Comunista Brasileiro (PCB), a União Geral das Escolas de Samba do Brasil (UGESB) também realizou seu desfile, cuja vitória foi dada às escolas Prazer da Serrinha e Unidos da Capela.
Os Lenhadores ganharam a disputa dos frevos. Decididos de Quintino foi o campeão dos ranchos. Tenentes do Diabo conquistou o título do concurso das grandes sociedades. O Bloco Arsenal da Marinha venceu o concurso das repartições públicas.

## Escolas de samba
No carnaval de 1950, foram realizados três desfiles de escolas de samba. Agremiações tradicionais como Portela e Mangueira não aceitavam se filiar à Federação Brasileira de Escolas de Samba (FBES) enquanto a mesma fosse presidida por Irênio Delgado, torcedor declarado do Império Serrano. A União Geral das Escolas de Samba do Brasil (UGESB) não recebia verba da Prefeitura, por ter ligação com o Partido Comunista Brasileiro (PCB), o que dificultava a realização dos desfiles das escolas filiadas. A solução encontrada foi fundar uma nova entidade, a União Cívica de Escolas de Samba (UCES). Numa tentativa de esvaziar a UGESB, o poder público apoiou a criação da UCES, garantindo a subvenção oficial para as escolas filiadas à nova entidade.

### Federação Brasileira de Escolas de Samba
O concurso organizado pela FBES ficou conhecido como "Oficial" por obter apoio e subvenção pública da Prefeitura do Distrito Federal do Brasil. O desfile foi realizado a partir das 20 horas do domingo, dia 19 de fevereiro de 1950, na Avenida Presidente Vargas.
| Ordem dos desfiles |
| 1. Unidos dos Telégrafos 2. Unidos de Cosmos 3. Unidos da Barão de Petrópolis 4. De Nós Ninguém Esquece 5. Corações da Liberdade 6. Unidos do Pecado 7. União dos Topazios 8. Independentes do Rio 9. Mocidade de Um Paraíso 10. União de Vaz Lobo 11. Corações Unidos da Favela 12. Unidos do Engenho Velho 13. Aprendizes de Lucas 14. Império do Samba 15. Sem Você Vivo Bem 16. Unidos de Santo Amaro 17. Floresta do Andaraí 18. Unidos do Outeiro 19. Acadêmicos do Engenho da Rainha 20. Unidos da Lagoa 21. Unidos do Salgueiro 22. Paraíso da Mocidade 23. Flor do Lins 24. Unidos do Grajaú 25. Independentes do Leblon 26. Estrela de Ouro 27. Unidos do Itambí 28. Irmãos Unidos do Catete 29. Império Serrano 30. Índios do Acaú 31. Azul e Branco do Salgueiro 32. Império da Colina 33. Orgulho de Cordovil 34. Vitória de Bento Ribeiro 35. Império da Tijuca 36. Capricho do Centenário |

#### Quesitos e julgadores
| As escolas foram avaliadas em oito quesitos: 1. Bandeira 2. Bateria 3. Cenografia (Alegorias) 4. Enredo 5. Evolução (Porta-bandeira e Mestre-sala) 6. Fantasia 7. Harmonia 8. Samba (Melodia e letra) | A comissão julgadora foi formada por: - Armando Santos - Breno Pessoa - Edi Carole - Lamartine Babo - Manuel Barbosa Moreira |

#### Classificação
O Império Serrano foi tricampeão do "Desfile Oficial", atingindo a marca de três títulos conquistados nos seus três primeiros carnavais. A escola realizou um desfile sobre a Batalha Naval do Riachuelo. Presidente da FBES, Irênio Delgado participou do desfile como componente.
| Legenda: Campeão * Sem informação disponível |

| Col.                       | Escola                          | Enredo                                            | Carnavalesco(a)                 | Pontos |
| -------------------------- | ------------------------------- | ------------------------------------------------- | ------------------------------- | ------ |
| 1                          | Império Serrano                 | Batalha Naval do Riachuelo                        | Direção de carnaval             | 320    |
| 2                          | Aprendizes de Lucas             | Uma Festa na Igreja do Bonfim (Exaltação à Bahia) | Otacílio Marques e Manoel Pinto | 290    |
| 3                          | Irmãos Unidos do Catete         | Glória do Brasil                                  | *                               | 227    |
| 4                          | Floresta do Andaraí             | Homenagem a Oswaldo Cruz                          | *                               | 220    |
| 5                          | Império da Tijuca               | Primeiro Governador do Brasil                     | *                               | 202    |
| 6                          | Índios do Acaú                  | Centenário de Rui Barbosa                         | *                               | 199    |
| 7                          | Azul e Branco do Salgueiro      | Sob o Império da Lei - Homenagem a Rui Barbosa    | *                               | 185    |
| 8                          | Independentes do Leblon         | Iracema                                           | *                               | 174    |
| 9                          | Unidos do Engenho Velho         | Glórias do Brasil                                 | *                               | 156    |
| 10                         | Mocidade de Um Paraíso          | Um Domingo em Festa na Feira de Santana           | *                               | 148    |
| 11                         | Capricho do Centenário          | Concentração das Borboletas no Verão              | *                               | 145    |
| 12                         | Estrela de Ouro                 | Jardim em Flores                                  | *                               | 137    |
| 13                         | Independentes do Rio            | Homenagem aos Embaixadores do Samba               | *                               | 134    |
| 14                         | Paraíso da Mocidade             | Alegoria Carioca                                  | *                               | 128    |
| 15                         | União de Vaz Lobo               | Isto É Brasil                                     | *                               | 120    |
| 16                         | Unidos de Santo Amaro           | Páginas da Glória                                 | *                               | 119    |
| 17                         | Unidos do Grajaú                | O Civilizador das Selvas                          | *                               | 109    |
| 18                         | União dos Casados               | Brasil Gigante                                    | *                               | 105    |
| 18                         | Unidos do Salgueiro             | Maravilhas do Brasil                              | *                               | 105    |
| 19                         | Unidos do Outeiro               | Rondon, o Civilizador das Selvas Brasileira       | *                               | 96     |
| 20                         | Acadêmicos do Engenho da Rainha | Glória a Carlos Gomes                             | *                               | 89     |
| 20                         | Vitória de Bento Ribeiro        | Fundação da Cidade de São Salvador                | *                               | 89     |
| 21                         | Unidos do Pecado                | Culturas do Brasil                                | *                               | 85     |
| 22                         | Império da Colina               | Santos Dumont                                     | *                               | 85     |
| 23                         | Orgulho de Cordovil             | O Rio de Hoje                                     | *                               | 79     |
| 24                         | Corações Unidos da Favela       | Academia do Samba                                 | *                               | 78     |
| 25                         | Flor do Lins                    | Azas do Brasil                                    | *                               | 76     |
| 26                         | Unidos do Itambí                | Nossas Homenagens                                 | *                               | 74     |
| 27                         | Unidos de Cosmos                | Tardes de Verão                                   | *                               | 60     |
| 28                         | Império do Samba                | Proclamação da República                          | *                               | 54     |
| 28                         | Sem Você Vivo Bem               | Epopéia da Democracia                             | *                               | 54     |
| 29                         | Unidos da Lagoa                 | Justa Homenagem                                   | *                               | 53     |
| 30                         | Unidos da Barão de Petrópolis   | Batalha Naval do Riachuelo                        | *                               | 49     |
| 31                         | União dos Topázios              | Ruy Barbosa                                       | Candinho                        | 44     |
| 32                         | Unidos dos Telégrafos           | Sonho na Guanabara                                | *                               | 43     |
| 33                         | Corações da Liberdade           | Centenário de Ruy Barbosa                         | *                               | 33     |
| 34                         | De Nós Ninguém Esquece          | Baía na História do Brasil                        |                                 | 29     |
| Escolas que não desfilaram |                                 |                                                   |                                 |        |
| Boêmios do Andaraí         | Boêmios do Andaraí              | Agricultura Brasileira                            | *                               | *      |
| Capricho da Praça Dois     | Capricho da Praça Dois          | Um Sambista Trovador                              | *                               | *      |
| Cartolinhas de Caxias      | Cartolinhas de Caxias           | Tudo É Brasil                                     | *                               | *      |
| Manda Quem Pode            | Manda Quem Pode                 | Os Garimpeiros                                    | *                               | *      |
| Trovadores do Maracanã     | Trovadores do Maracanã          | *                                                 | *                               | *      |
| Unidos da Babilônia        | Unidos da Babilônia             | Treze de Maio                                     | *                               | *      |
| Unidos de Campo Grande     | Unidos de Campo Grande          | O Trabalho Vence                                  | *                               | *      |

### União Cívica de Escolas de Samba
O concurso organizado pela UCES também ficou conhecido como "Oficial" por obter apoio e subvenção pública da Prefeitura do Distrito Federal do Brasil. O desfile foi realizado no domingo, dia 19 de fevereiro de 1950, na Praça Mauá.

#### Julgadores
A comissão julgadora foi formada por Bernardo Cruz; Claudionor Rocha; Craveiro Júnior; Cristóvão Freire; Luiz Augusto; e Pires da Silva.

#### Classificação
Estação Primeira de Mangueira foi a campeã, conquistando seu sexto título no carnaval carioca. A escola apresentou o enredo "Plano Salte - Saúde, Lavoura, Transporte e Educação", sobre o programa econômico lançado pelo governo brasileiro do presidente Eurico Gaspar Dutra com o objetivo de estimular e melhorar o desenvolvimento dos setores de saúde, alimentação, transporte e energia por todo o Brasil. Assim como no ano anterior, a Portela ficou com o vice-campeonato.
| Legenda: Campeã * Sem informação disponível |

| Col. | Escola                         | Enredo                                              | Carnavalesco(a)               |
| ---- | ------------------------------ | --------------------------------------------------- | ----------------------------- |
| 1    | Estação Primeira de Mangueira  | Plano Salte - Saúde, Lavoura, Transporte e Educação | Funcionários da Casa da Moeda |
| 2    | Portela                        | Riquezas do Brasil                                  | Lino Manuel dos Reis          |
| 3    | Unidos da Tijuca               | Homenagem a Santos Dumont                           | *                             |
| 4    | Corações Unidos de Jacarepaguá | *                                                   | *                             |
| 4    | Vai Se Quiser                  | *                                                   | *                             |
| 5    | Filhos do Deserto              | Pescaria                                            | *                             |
| 6    | Unidos do Coqueiro             | *                                                   | *                             |
| 7    | União do Realengo              | *                                                   | *                             |
| 8    | Unidos de Riachuelo            | *                                                   | *                             |
| 9    | Cada Ano Sai Melhor            | *                                                   | *                             |
| 10   | Voz do Orion                   | *                                                   | *                             |

### União Geral das Escolas de Samba do Brasil
O concurso organizado pela UGESB ficou conhecido como "Não-Oficial" por não obter o apoio e a subvenção pública da Prefeitura do Distrito Federal do Brasil. O desfile foi realizado no domingo, dia 19 de fevereiro de 1950, na Praça Onze.

#### Classificação
Pela primeira vez, Prazer da Serrinha e Unidos da Capela foram campeãs do carnaval carioca. As duas escolas empataram em primeiro lugar. Outras cinco escolas empataram na segunda colocação.
| Legenda: Campeãs * Sem informação disponível |

| Col. | Escola                     | Enredo            | Carnavalesco(a) |
| ---- | -------------------------- | ----------------- | --------------- |
| 1    | Prazer da Serrinha         | *                 | *               |
| 1    | Unidos da Capela           | *                 | *               |
| 2    | Depois eu Digo             | *                 | *               |
| 2    | Paz e Amor                 | *                 | *               |
| 2    | Três Mosqueteiros          | *                 | *               |
| 2    | Unidos da Congonha         | *                 | *               |
| 2    | Unidos da Tamarineira      | *                 | *               |
| 3    | Unidos do Indaiá           | *                 | *               |
| 4    | Unidos de Vila Isabel      | Baía de Guanabara | Miguel Moura    |
| 5    | Unidos de Turiaçu          | *                 | *               |
| 6    | Recreio de Inhaúma         | *                 | *               |
| 7    | Prazer da Mocidade         | *                 | *               |
| 8    | Unidos do Cabuçu           | *                 | *               |
| 9    | Caprichosos de Pilares     | Grito do Ipiranga | *               |
| 10   | Em Cima da Hora do Catumbi | *                 | *               |
| 11   | Paraíso da Floresta        | *                 | *               |
| 12   | Unidos de Riachuelo        | *                 | *               |
| 13   | Unidos de Terra Nova       | *                 | *               |
| 14   | União do Sampaio           | *                 | *               |
| 15   | Fiquei Firme               | *                 | *               |

## Blocos de repartições públicas
O desfile foi realizado no sábado, dia 18 de fevereiro de 1950, na Avenida Rio Branco.
| Ordem dos desfiles                                 |
| 1. Arsenal da Marinha 2. DPSP 3. Arsenal de Guerra |

### Classificação
O Bloco Arsenal da Marinha venceu a disputa.
| Col. | Bloco              | Pontos |
| ---- | ------------------ | ------ |
| 1    | Arsenal da Marinha | 364    |
| 2    | Arsenal de Guerra  | 305    |
| 3    | DPSP               | 223    |

## Frevos carnavalescos
O desfile dos frevos foi realizado no sábado, dia 18 de fevereiro de 1950, na Avenida Rio Branco.
| Ordem dos desfiles |
| 1. Pás Douradas 2. Misto Toureiros 3. Lenhadores 4. Prato Misterioso 5. Misto Vassourinhas 6. Batutas da Cidade Maravilhosa Unidos da Providência não se apresentou para o desfile. |

### Classificação
Lenhadores foi o clube campeão.
| Col. | Frevo                         | Pontos |
| ---- | ----------------------------- | ------ |
| 1    | Lenhadores                    | 84     |
| 2    | Pás Douradas                  | 80     |
| 3    | Misto Vassourinhas            | 73     |
| 4    | Batutas da Cidade Maravilhosa | 60     |
| 5    | Misto Toureiros               | 50     |
| 6    | Prato Misterioso              | 28     |

## Ranchos carnavalescos
| Ordem dos desfiles                                                                                                 |
| 1. Inocentes de Catumbi 2. Aliança de Quintino 3. União dos Caçadores 4. Tomara que Chova 5. Decididos de Quintino |

### Classificação
Decididos de Quintino foi o campeão.
| Col. | Rancho                | Enredo                                           | Pontos |
| ---- | --------------------- | ------------------------------------------------ | ------ |
| 1    | Decididos de Quintino | Brasil Império                                   | 173    |
| 2    | União dos Caçadores   | A Evolução dos Brasões e das Bandeiras do Brasil | 155    |
| 3    | Aliança de Quintino   | Iracema                                          | 115    |
| 4    | Tomara que Chova      | Guarani                                          | 82     |
| 5    | Inocentes de Catumbi  | Copa do Mundo                                    | 49     |

## Sociedades carnavalescas
| Ordem dos desfiles |
| 1. Clube dos Democráticos 2. Pierrôs da Caverna 3. Clube dos Fenianos 4. Clube dos Cariocas 5. Turunas de Monte Alegre 6. Tenentes do Diabo 7. Embaixada do Sossego |

### Classificação
Tenentes do Diabo venceu a disputa.
| Col. | Sociedade               | Pontos |
| ---- | ----------------------- | ------ |
| 1    | Tenentes do Diabo       | 710    |
| 2    | Clube dos Democráticos  | 626    |
| 3    | Embaixada do Sossego    | 564    |
| 4    | Clube dos Cariocas      | 556    |
| 5    | Clube dos Fenianos      | 525    |
| 6    | Turunas de Monte Alegre | 477    |
| 7    | Pierrôs da Caverna      | 406    |